# Foresta nazionale di Coronado
La foresta nazionale di Coronado (Coronado National Forest) è una foresta nazionale degli Stati Uniti che comprende un'area di circa 1,78 milioni di acri (7.200 km²) estesa tra le catene montuose dell'Arizona sudorientale e del Nuovo Messico sudoccidentale.
Si trova in alcune parti delle contee di Cochise, Graham, Santa Cruz, Pima e Pinal in Arizona e nella contea di Hidalgo nel Nuovo Messico.
La foresta nazionale è divisa in cinque ranger districts, che non sono contigui; ciascuno è costituito da più catene montuose della sky island.
Il Santa Catalina Ranger District vicino alla città di Tucson comprende i monti Santa Catalina e Rincon. In questa zona si trova la vetta più alta delle Santa Catalinas, il monte Lemmon, l'area selvaggia del Pusch Ridge e il famoso Sabino Canyon. Gran parte di questo distretto faceva parte della foresta nazionale di Santa Catalina prima della sua inclusione a Coronado.
Il Safford Ranger District comprende le catene montuose che circondano la città di Safford, in Arizona. Queste cinque catene montuose sono i monti Pinaleño, Galiuro, Santa Teresa, Winchester e Greasewood. In questa zona si trova la vetta più alta delle Pinaleños, il monte Graham. La foresta nazionale di Mount Graham era una foresta nazionale precedentemente separata, la quale venne unita alla foresta nazionale di Crook il 1º luglio 1908. Nel 1953, parte di Crook fu assorbita da Coronado.
Il Nogales Ranger District comprende quattro catene montuose a nord e ad ovest di Nogales, in Arizona. Queste catene sono i monti Santa Rita, Tumacacori, Pajarito e San Luis. Inoltre in questa zona si trovano il monte Hopkins, il monte Wrightson e il Madera Canyon, tutti situati nelle Santa Ritas. All'inizio del XX secolo, questa zona comprendeva due foreste nazionali che furono assorbite da Coronado: la foresta nazionale di Santa Rita e la foresta nazionale di Tumacacori.
Il Douglas Ranger District comprende tre catene montuose a nord e ad est di Douglas, in Arizona. Queste catene montuose sono i monti Chiricahua, Dragoon e Peloncillo. Una parte del distretto dei ranger di Peloncillos si estende nel Nuovo Messico. Il distretto comprende tre foreste nazionali precedentemente separate: la foresta nazionale di Chiricahua, la foresta nazionale di Dragoon e la foresta nazionale di Peloncillo, tutte riunite in quella di Coronado.
Il Sierra Vista Ranger District comprende tre catene montuose a ovest di Sierra Vista, in Arizona. Queste catene montuose sono i monti Huachuca, Patagonia e Whetstone. In questa zona si trova anche la vetta più alta delle Huachucas, il Miller Peak e la regione delle Huachucas conosciuta come Canelo Hills. Il distretto comprende l'ex foresta nazionale di Huachuca.